# Punciidae
Punciidae is een familie van kreeftachtigen uit de klasse van de Ostracoda (mosselkreeftjes).

## Geslacht
- Manawa Hornibrook, 1949
- Promanawa McKenzie & Neil, 1983 †
- Puncia Hornibrook, 1949
- Treposella Ulrich & Bassler, 1908 †